# 閣道增四
仙后座χ，又名BD+58 260，HD 9408、SAO 22397、HR 442，是仙后座的一颗恒星，视星等为4.71，位于銀經128.35，銀緯-3.19，其B1900.0坐标为赤經1h 27m 23.4s，赤緯+58° -3.19′ 8″。